# 枚方療育園
枚方療育園（ひらかたりょういくえん）は、大阪府枚方市津田東町に本部を置く社会福祉法人。

## 沿革
- 1968年（昭和43年）1月10日 - 社会福祉法人枚方療育園を設立[2]。
- 1969年（昭和44年） - 重症心身障害児施設「枚方療育園」を開設[2]。
- 1975年（昭和50年） - 関西准看護学院を開設[2]。
- 1980年（昭和55年） - 特別養護老人ホーム「津田荘」を開設[2]。
- 1980年（昭和55年） - 身体障害者療護施設「津田療護園」を開設[2]。
- 1980年（昭和55年） - 社会福祉研修施設「山西福祉記念会館」を開設[2]。
- 1989年（平成01年） - 「北摂三田福祉の里」が完成[2]。
- 1989年（平成01年） - 身体障害者療護施設「三田療護園」を開設[2]。
- 1990年（平成02年） - 特別養護老人ホーム 「三田楽寿荘」を開設[2]。
- 1990年（平成02年） - 知的障害者更生施設「三田こぶしの園」を開設[2]。
- 1991年（平成03年） - 「ビアンエトール恭愛」が完成。知的障害者更生施設「第一博愛」及び「第二博愛」を開設[2]。
- 1991年（平成03年） - 特別養護老人ホーム「山愛」を開設。「ビアンエトール恭愛付属診療所」を開設[2]。
- 1992年（平成04年） - 「ビアンエトール恭愛老人デイサービスセンター」を開設[2]。
- 1992年（平成04年） - 重症心身障害児施設「さくら療育園」を開設[2]。
- 1995年（平成07年） - 第1看護師宿舎（枚方キャンパス）が完成[2]。
- 1998年（平成10年） - 南河原福祉の里が完成。特別養護老人ホーム「おきな」を開設[2]。
- 1999年（平成11年） - 保育所・職員寮（北摂三田福祉の里）が完成[2]。
- 2000年（平成12年） - 「南河原福祉の里老人デイサービスセンター」を開設[2]。
- 2000年（平成12年） - 介護老人保健施設「愛」を開設[2]。
- 2005年（平成17年） - 「さくら療育園」新館が完成[2]。
- 2012年（平成24年） - 医療型障害児入所施設「枚方療育園」を「枚方総合発達医療センター」に改称[2]。
- 2012年（平成24年） - 医療型障害児入所施設「さくら療育園」を「医療福祉センターさくら」に改称[2]。
- 2013年（平成25年） - 「枚方総合発達医療センター」の新館が完成[2]。

## 施設

### 枚方キャンパス
所在地は大阪府枚方市津田東町2丁目1-1。
- 枚方総合発達医療センター
- 津田荘（特定養護老人ホーム）
- 津田療護園（障害者支援施設）
- 関西看護専門学校（看護師養成所）
  - 設立年：1975年（昭和55年）4月1日
  - 前身校：関西准看護学院、関西高等看護学院

### 北摂三田福祉の里
所在地は兵庫県三田市東本庄1188番地。
- 医療福祉センターさくら（医療型障害児入所施設）
- 三田こぶしの園（障害者支援施設）
- 三田療護園（障害者支援施設）
- 愛（介護老人保健施設）
- 三田楽寿荘（特別養護老人ホーム）

### ビアンエトール恭愛
所在地は大阪市西成区南津守1丁目4-7。 
- 第一博愛（障害者支援施設）
- 第二博愛（障害福祉サービス事業所）
- 山愛（特別養護老人ホーム）

### 南河原福祉の里
所在地は埼玉県行田市大字馬見塚693。
- おきな（特別養護老人ホーム）

### 山西福祉記念会館
館内にはアンピールホテル大阪やレストラン等が入居しており、大阪YWCAが運営する大阪YWCA専門学校が併設されている。
- 設立年：1980年（昭和55年）10月
- 交通アクセス：大阪市高速電気軌道堺筋線「扇町駅」及び谷町線「中崎町駅」より徒歩約5分。

## 歴代理事長
| 代   | 氏名     |
| ---- | -------- |
| 初代 | 山西恭子 |
| 2    | 山西悦郎 |
| 3    | 山西博道 |